# Faluja (distrito)
Faluja (em árabe: قضاء الفلوجة; romaniz.: Al-Fallujah) é um distrito da província de Ambar, no Iraque. A sua capital é Faluja.